# 费利斯
费利斯（希臘語：Φυλλίς，字面意思为“叶子”）希腊神话中雅典英雄得摩丰的未婚妻。
根据神话，费利斯是色雷斯（一说为比萨尔提亚）国王西同（一说为吕枯耳戈斯）的女儿。参加特洛伊战争的雅典国王得摩丰在战争结束后返国的路上经过色雷斯，与费利斯相遇并坠入爱河。费利斯与得摩丰订立婚约，后者承诺在返回雅典后一定会回来迎娶新娘。但是得摩丰未能按约定时间返回，费利斯以为自己被情人背叛，遂在绝望中自缢而死。根据另一种说法，费利斯曾9次前往海滨迎盼得摩丰，但都没有等到，最后在失落中忧郁而死。费利斯前往海边时经过的十字路口因而得名“九迎路”。
费利斯死后被化作了扁桃树。每当得摩丰拥抱扁桃树的树干，此树便会满树花开。另一种说法为，在费利斯的坟墓前长出了几棵树。这种树每到费利斯去世的那个月就会落叶，因此得名为“费拉斯”（意即“落叶树”）。

## 资料来源
- 《神话辞典》，（苏联）M·H·鲍特文尼克等，统一书号：2017·304
- 《世界神话辞典》，辽宁人民出版社，ISBN 7-205-00960-X